# Hideaki Omura
Hideaki Ōmura (大村 秀章, Ōmura Hideaki) é um político japonês, nascido a 9 de março de 1960 a Hekinan.
Está eleito ao posto de governador da Prefeitura de Aichi em 2011.